# Giovanni Dragoni
Giovanni Andrea Dragoni (Meldola, 1540 – Roma, dicembre 1598) è stato un compositore italiano della Scuola romana del tardo rinascimento, fu allievo di Giovanni Pierluigi da Palestrina, e in seguito diventò un eminente compositore e maestro di cappella di Roma nel tardo XVI secolo. Ha lasciato numerose opere sacre e profane, quasi tutte vocali, e fu particolarmente noto per i suoi libri, spesso ristampati, di  madrigali.

## Biografia
Dragoni nacque a Meldola, nei pressi di Forlì, ma mancano dettagli sulla sua vita. Studiò  con Palestrina, come indicato nella dedica al suo primo libro di madrigali (1575). L'anno successivo ottenne l'incarico di maestro di cappella presso la Cappella musicale Pia Lateranense della Basilica di San Giovanni in Laterano a Roma e lo mantenne per il resto della sua vita. Nel 1594, verso la fine della sua vita, ricevette dal cardinale del Monte l'incarico a valutare i progressi delle revisioni liturgiche del canto gregoriano, nell'ambito delle riforme ampiamente seguite al Concilio di Trento (1545-1563). Morì a Roma.

## Musica
Di Dragoni sono note varie opere, in gran parte costituite da musica sacra conservata nell'archivio di San Giovanni Laterano; tra di esse, vi è una raccolta di impostazioni delle Lamentazioni di Geremia (con impostazioni simili a quella di Annibale Stabile), nonché un volume di impostazioni del Magnificat. Ha scritto almeno sei libri di mottetti, cinque dei quali sono andati perduti.
Ha pubblicato sette libri di madrigali, a quattro, cinque e sei voci, tra il 1575 e il 1594, più volte ristampati ad attestarne la popolarità.
Le influenze su Dragoni riguardano le opere del suo maestro Palestrina, soprattutto all'inizio della carriera, e più tardi quelle del madrigalista Luca Marenzio. Lo stile di Dragoni prevede una sottolineatura dell'impostazione del testo, ma dal 1590 la sua musica mostra una crescente attenzione per il soprano e le linee di basso, così come la unità tematica, entrambe le caratteristiche in via di sviluppo nella musica barocca. Inoltre sperimentò anche lo stile policorale veneziano in alcune delle sue ultime opere, stile alieno alla scuola romana ma facente parte della scuola veneziana.